# Bazum
Bazum (in armeno Բազում?) è un comune di 1 210 abitanti (2008) della Provincia di Lori in Armenia.